# Fétiche du Pas
Fétiche du Pas (né le 30 avril 1993) est un étalon bai du stud-book du Selle français, qui a concouru en saut d'obstacles avant de devenir un reproducteur réputé.

## Histoire
Il naît le 30 avril 1993, chez Marie-France et Henri Moreau, dans leur élevage de Rubescourt, dans la Somme, en France.
Il est le « top price » des Ventes Fences de 1997, étant adjugé pour 2 300 000 francs.
Il se qualifie aux finales pour jeunes chevaux d'obstacles de 4, 5 et 6 ans.
Fétiche du Pas est connu pour avoir survécu à un accident gravissime survenu le 25 janvier 2002 sur l'autoroute A104, près de la base de loisirs de Jablines. Un semi-remorque lancé à 90 km/h pulvérise son van, alors immobilisé sur la bande d'arrêt d'urgence. Fétiche du Pas tombe en plein milieu de l'autoroute, sur le dos, entre les deux murets qui séparent les six voies. Le vétérinaire appelé sur place envisage un premier temps l'euthanasie, mais en raison de la valeur de l'animal, parvient à mettre en œuvre une procédure pour le sauver, en le suspendant par les membres pour l'extirper avec une grue. Il est emmené à la clinique vétérinaire de Grosbois.

## Description
Fétiche du Pas est un étalon inscrit au stud-book du Selle français ; il toise 1,71 m selon l'Institut français du cheval et de l'équitation (1,68 m selon le Groupe France élevage), et porte une robe baie. 

## Palmarès
Il atteint un indice de saut d'obstacles (ISO) de 149 en 1999.

## Origines
Fétiche du Pas est un fils du célèbre étalon Selle français Le Tot de Semilly, et de la jument Voltige du Pas, par Almé,. Il compte 47 % d'origines Pur-sang, pour 43 % d'origines Selle français et assimilés.